# Piz Palü
O Piz Palü é uma montanha do Maciço de Bernina, nos Alpes Centrais Orientais. Tem 3905 m de altitude e 208 m de proeminência topográfica, e fica na fronteira Itália-Suíça.
O Piz Palü fica perto de St. Moritz, um dos centros de esqui mais conhecidos dos Alpes suíços. O nome Palü provém do latim palus, que significa "pântano", e a montanha chamar-se-á assim devido ao Alpe Palü, um grande pasto alpino cerca de 4 km a leste.
A montanha ficou famosa no filme «Die weiße Hölle vom Piz Palü» (1929), dirigido por Arnold Fanck e Georg Wilhelm Pabst, com a atriz Leni Riefenstahl.

## Classificação SOIUSA
Segundo a classificação SOIUSA, o Piz Palü pertence:
- Grande parte: Alpes Orientais
- Grande sector: Alpes Centrais Orientais
- Secção: Alpes Réticos Ocidentais
- Sub-secção: Alpes de Bernina
- Supergrupo: Cadeia Bernina-Scalino
- Grupo: Maciço de Bernina
- Sub-grupo: Grupo do Piz Palü
- Código: II/A-15.III-A.1.e

## Panorama

Panorama do Diavolezza. Da esquerda para a direita: Piz Palü, Bellavista, Crast' Agüzza (pequeno pico rochoso no meio), Piz Bernina e Piz Morteratsch